# Labeobarbus kimberleyensis
Labeobarbus kimberleyensis là một loài cá vây tia trong họ Cyprinidae. Loài cá nước ngọt lớn này được tìm thấy ở southern Africa. Chúng đã được đặt trong chi Barbus một cách mặc định, tuy nhiên đang có xu hướng ngày càng tăng đưa nó vào chi Labeobarbus.
Loài này phân bố ở sông Orange và sông Vaal và các nhánh lớn của nó (như sông Riet) ở Lesotho, Namibia và Nam Phi. Trong những năm gần đây, Loài này có ở tỉnh Eastern Cape, Free State, Gauteng, Mpumalanga, tỉnh North-West và tỉnh Northern Cape.
L. kimberleyensis chủ yếu được tìm thấy ở hồ sâu hơn 2 mét của các sông lớn cũng như ở vùng nước chảy chậm.